# Fontaine du Bareuzai
Pour les articles homonymes, voir Fontaine.
La fontaine du Bareuzai est une fontaine allégorique de 1904 et une sculpture en bronze « Le Vendangeur foulant le raisin » (le bareuzai, bas rosés, en patois bourguignon) du sculpteur Noël-Jules Girard, en hommage au vignoble de Bourgogne, place François-Rude (ou place du Bareuzai) à Dijon, en Côte-d'Or en Bourgogne-Franche-Comté.

## Historique
Noël Jules Girard, élève des Beaux-Arts de Paris, troisième du prix de Rome de sculpture en 1842, expose régulièrement avec succès au Salon de Paris. 

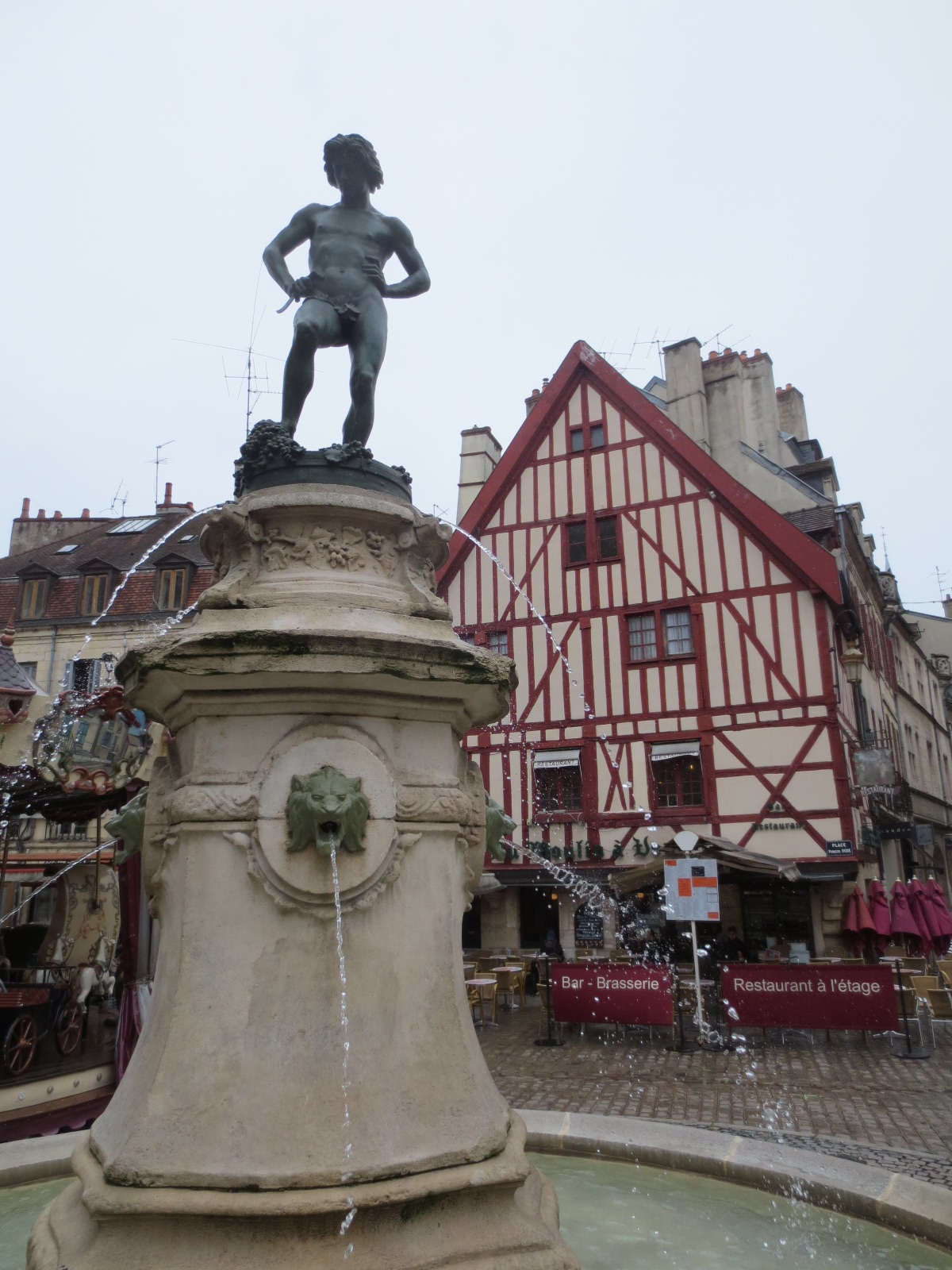
Le Bareuzai
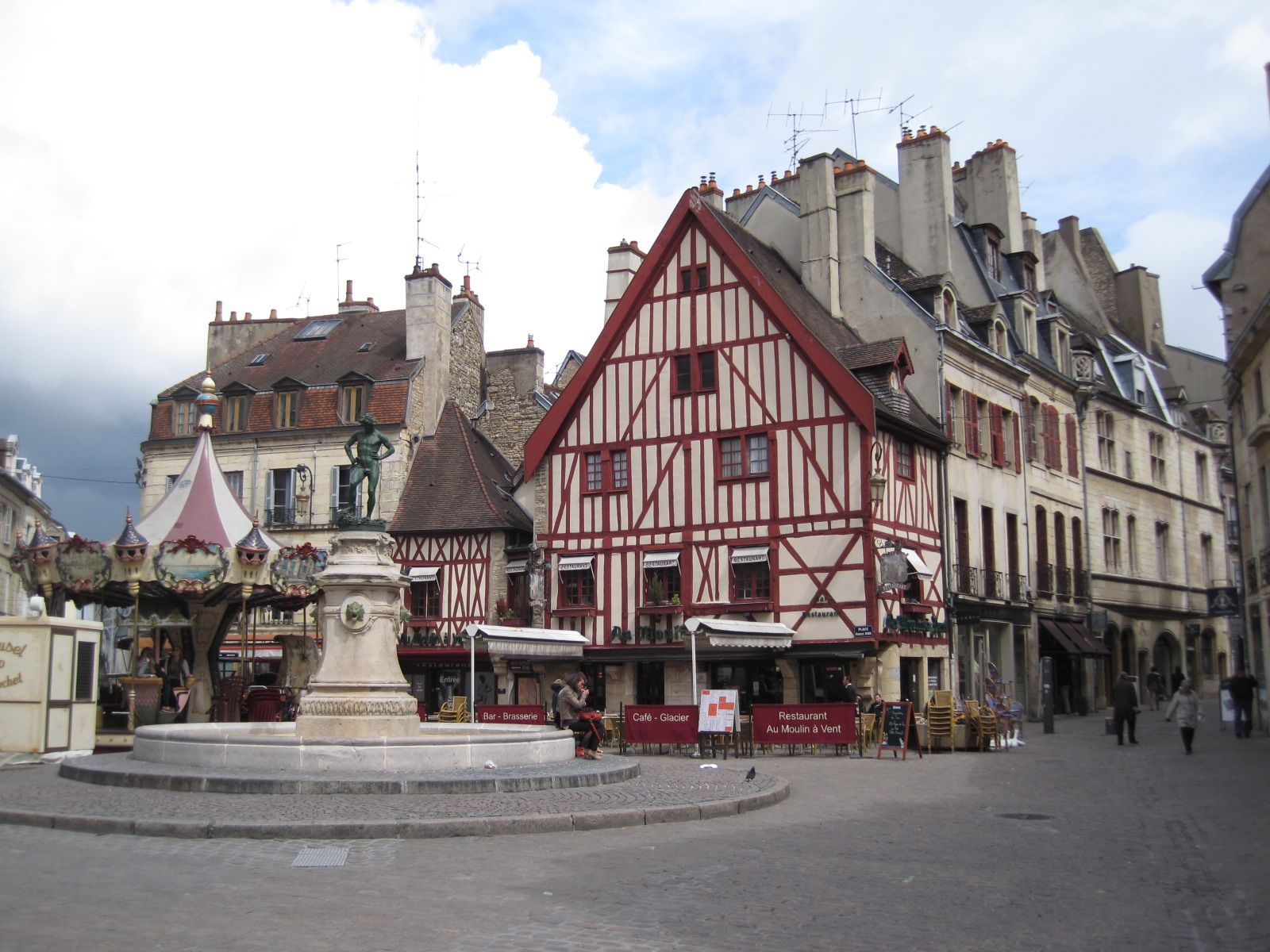
Place François-Rude
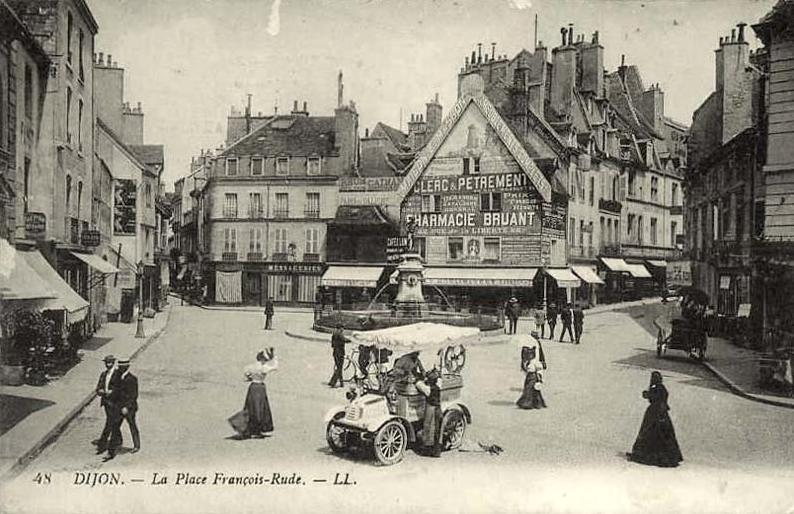
Vers 1904.
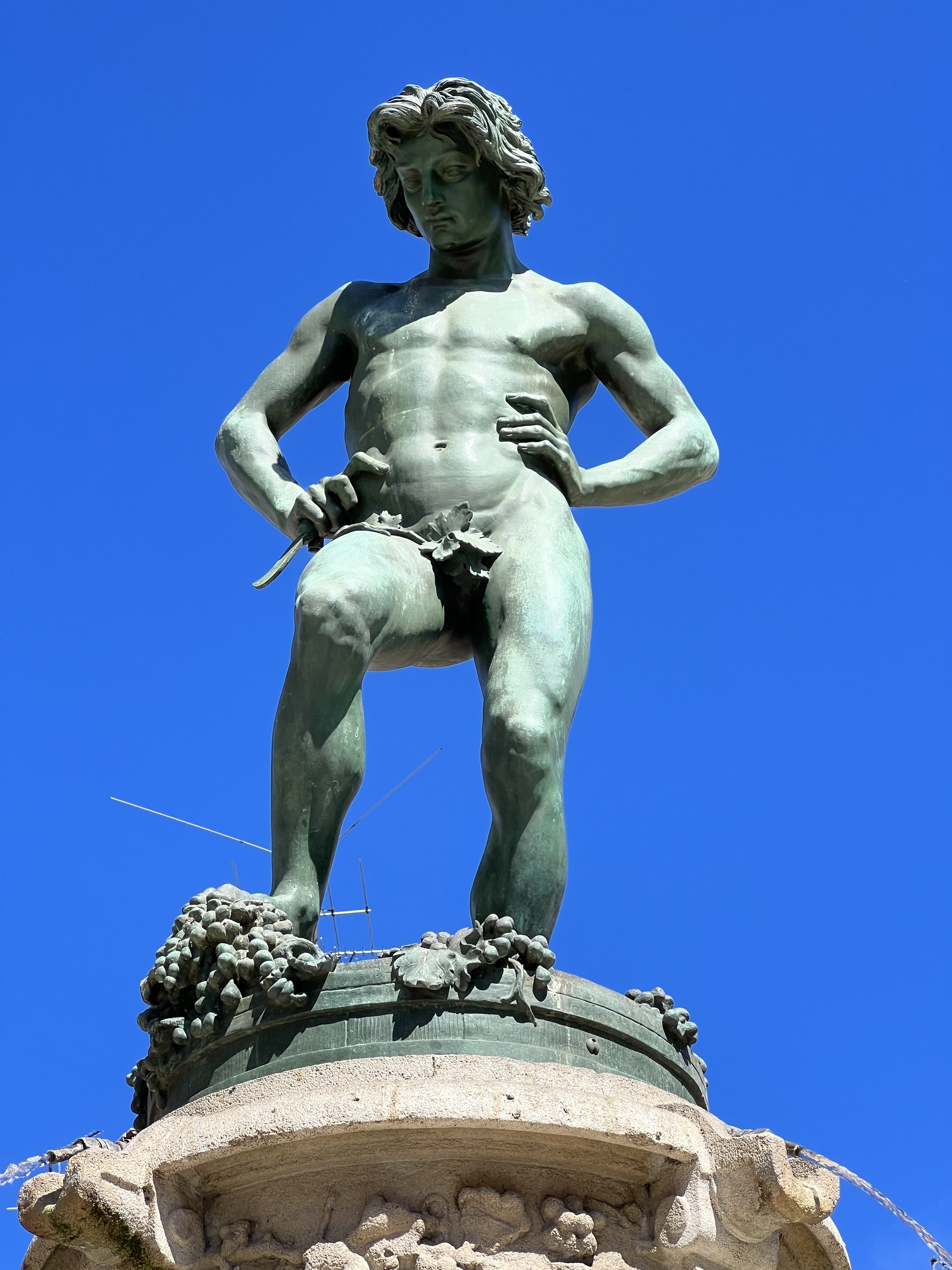
Le Bareuzai

Il sculpte « Le Vendangeur foulant le raisin » vêtu d'une feuille de vigne, inspiré du David de Michel-Ange, ou encore de l'œuvre du sculpteur dijonnais François Rude, qu'il expose au Salon de 1852. La statue est fondue en bronze par Henri Léon Thiébaut de la fonderie Thiébaut Frères, et présentée à l’Exposition universelle de 1855 de Paris. Elle est acquise par l’État, et donnée par l'empereur Napoléon III à la ville de Dijon, qui l'installe en 1904 sur une fontaine de l'architecte Paul Deshérault, de la place François-Rude et de la rue de la Liberté du centre-ville de Dijon,  sous le nom de le Bareuzai, ou fontaine du Bareuzai, devant la maison à colombages dijonnaise « Au Moulin à Vent » (à quelques pas du n°5 rue François Rude, où est né François Rude),,. Les climats du vignoble de Bourgogne (dont le périmètre englobe le secteur sauvegardé de Dijon, dont cette fontaine) sont inscrits sur la liste du Patrimoine mondial de l’UNESCO depuis 2015.

## Au cinéma
- 1988 : L'Étudiante, de Claude Pinoteau, avec Sophie Marceau et Vincent Lindon.